# 基輔輕軌
基輔輕軌（羅馬化：Kyivskyi shvydkisnyi tramvai）是烏克蘭首都基輔的輕軌系統。現在基輔輕軌共有兩條路線，可以和基輔地鐵及基輔都市列車換乘。

## 外部連結
- . Kyivpastrans.   [15 April 2014]. （原始内容存档于2014-04-20） （乌克兰语）.
- Forina, Anastasia. . Kyiv Post. 26 April 2012  [15 April 2014]. （原始内容存档于2014-04-16）.
- .   [15 April 2014]. （原始内容存档于2012年1月14日） （乌克兰语）.